# Talarrubias
Talarrubias è un comune spagnolo di 3 602 abitanti situato nella comunità autonoma dell'Estremadura.

## Gemellaggi
- Contigliano, dal 2007